# Tasiocera (Dasymolophilus) eriopteroides
Tasiocera (Dasymolophilus) eriopteroides is een tweevleugelige uit de familie steltmuggen (Limoniidae). De soort komt voor in het Afrotropisch gebied.